# Déterminant interrogatif
Le déterminant interrogatif (grammaire moderne) ou adjectif interrogatif (grammaire traditionnelle) sert à interroger au sujet du nom qu’il détermine.

## En français
Le mot interrogatif français ayant les formes quel (masculin singulier), quelle (féminin sg.), quels (masc. pluriel) et quelles (fém. pl.), accordées en genre et en nombre avec le nom déterminé, peut être déterminant ou adjectif proprement dit.
En tant que déterminant, il a deux valeurs. En effet, une même phrase, telle Quel chapeau veux-tu ?, peut se référer à la manière d’être du nom, c’est-à-dire pouvant être continuée par Un gris ou un noir ?, par exemple, ou bien sur son identité, dans ce cas pouvant être suivie de Celui-ci ou celui-là ?
Il peut aussi avoir la fonction syntaxique d’attribut, étant alors un adjectif portant sur l’identification du sujet : Quelle est cette femme ?
« On peut ranger parmi les déterminants interrogatifs, combien de », qui porte sur la quantité : Combien de personnes avez-vous reçues ce matin ?
Les mots interrogatifs ci-dessus sont également utilisés comme exclamatifs : Quelle chance !, Combien de gens voudraient être à votre place !

## En d’autres langues
Dans certaines langues il y a des mots différents selon que le déterminant porte sur la manière d’être ou sur l’identité :
| Langue     | Manière d’être | Identité                                                                 |
| ---------- | --- | ------------------------------------------------------------------------ |
| anglais :  | On what evidence was it decided to make the arrest? « Sur la base de quelle preuve a-t-on décidé de procéder à l’arrestation ? | Which biscuits taste the best? « Quels biscuits ont le meilleur goût ? » |
| BCMS :     | Kakvu salatu želite? « Quelle salade voulez-vous ? »                                                                           | Koju knjigu čitaš? « Quel livre lis-tu ? »                               |
| hongrois : | Milyen idő van kint? « Quel temps fait-il dehors ?                                                                             | Melyik mosóport ajánlja? « Quelle lessive me conseillez-vous ? »         |
| roumain :  | Ce colegi ai? « Quels collègues as-tu ? »                                                                                      | Căror colegi le-ai scris? « À quels collègues as-tu écrit ? »            |

Dans les langues mentionnées ci-dessus, à la différence du français, la forme du déterminant / de l’adjectif interrogatif ne diffère pas de celle du pronom correspondant. Exemples avec des pronoms dans ces langues :
- anglais : What did you think I said? « Que pensais-tu que j’avais dit ? », Which came first, the chicken or the egg? « Qu’est-ce qui est apparu d’abord, la poule ou l’œuf ?[3] ;
- BCMS : Da sam znao kakav je, ne bih ga ništa pitao « Si j’avais su comment il est, je ne lui aurais rien demandé »[8], Koji je stigao? « Lequel est arrivé ? »[9] ;
- hongrois : Milyen az új autótok? « Comment est votre nouvelle voiture ? »[5], Melyiket szereted? « Lequel/Laquelle aimes-tu ? »[10] ;
- roumain : Ce se aude? « Qu’est-ce qu’on entend ? »[6], Care îți place mai mult? « Lequel/Laquelle aimes-tu mieux ? »[11].

Quant aux mots se référant à la quantité, on peut remarquer :
- Dans une langue comme le roumain, par exemple, ce mot est variable, contrairement aux autres langues mentionnées ici : cât, câtă, câți, câte « combien de ». Exemple : La câți prienteni le-ai dat adresa? « À combien d’amis as-tu donné l’adresse ? »[12].
- Dans certaines langues il y a des mots différents pour interroger sur les dénombrables et sur les indénombrables :

| Langue   | Dénombrable                                                                                   | Indénombrable                                                                                        |
| -------- | --------------------------------------------------------------------------------------------- | --- |
| anglais  | How many people know the secret? « Combien de gens connaissent le secret ? »                  | It amazes me how much money some people earn « Ça m’étonne combien d’argent certaines gens gagnent » |
| hongrois | Hány elem kell a fényképezőgépbe? « Combien de piles faut-il mettre dans l’appareil photo ? » | Mennyi tejet akarsz a kávéba? « Combien de lait veux-tu dans ton café ? »                            |

Dans des langues autres que le français mentionnées ici, il y a aussi des déterminants/adjectifs interrogatifs qui n’ont pas d’équivalents de même nature en français :
- anglais : Whose idea was it? « C’était l’idée de qui ?»[14] ;
- BCMS : Kolika je tvoja soba? « De quelles dimensions est ta chambre ?, Ta chambre est grande comment ? »[15] ;
- hongrois : Mekkora stadion épül? « De quelles dimensions sera le stade qui se construit ? »[5], Hányadik megállónál kell leszállni ?[16] « Après combien d’arrêts faut-il descendre ? »[17] ;
- roumain : În a câta cameră te afli?[12] « Dans quelle chambre es-tu ? »[17].

## Sources bibliographiques
- (hu) Anna A. Jászó (dir.), A magyar nyelv könyve [« Le livre de la langue hongroise »], 8e édition, Budapest, Trezor, 2007  (ISBN 978-963-8144-19-5) (consulté le 19 mars 2023)
- (ro) Mioara Avram, Gramatica pentru toţi [« Grammaire pour tous »], Bucarest, Humanitas, 1997  (ISBN 978-973-28-0769-9)
- (hr) Eugenija Barić et al., Hrvatska gramatika [« Grammaire du croate »], 2de édition revue, Zagreb, Školska knjiga, 1997  (ISBN 953-0-40010-1)
- (ro) Ion Bărbuță et al., Gramatica uzuală a limbii române [« Grammaire usuelle du roumain »], Chișinău, Litera, 2000,  (ISBN 9975-74-295-5) (consulté le 19 mars 2023)
- (cnr) Čirgić, Adnan ; Pranjković, Ivo ; Silić, Josip, Gramatika crnogorskoga jezika [« Grammaire du monténégrin »], Podgorica, Ministère de l’enseignement et de la science du Monténégro, 2010  (ISBN 978-9940-9052-6-2) (consulté le 19 mars 2023)
- (en) John Eastwood, Oxford Guide to English Grammar [« Guide Oxford de la grammaire anglaise »], Oxford, Oxford University Press, 1994  (ISBN 0-19-431351-4) (consulté le 19 mars 2023)
- Maurice Grevisse et André Goosse, Le Bon Usage : grammaire française, Bruxelles, De Boeck Université, 2007, 14e éd., 1584 p. (ISBN 978-2-8011-1404-9, lire en ligne [PDF])
- (sr) Ivan Klajn, Gramatika srpskog jezika [« Grammaire du serbe »], Belgrade, Zavod za udžbenike i nastavna sredstva, 2005  (ISBN 86-17-13188-8) (consulté le 19 mars 2023)
- Thomas Szende et Georges Kassai, Grammaire fondamentale du hongrois, Paris, Langues & Mondes – L’Asiathèque, 2001  (ISBN 978-2-911053-61-0)